# Natalja Pogoninová
Natalja Andrejevna Pogoninová (Ната́лья Андре́евна Пого́нина; * 9. března 1985 Vladivostok) je ruská šachistka.

## Kariéra
Vyhrála mistrovství Evropy v šachu mládeže v letech 2000 a 2003. V roce 2002 se stala mezinárodní mistryní a v roce 2004 velmistryní. V roce 2008 byla členkou vítězného družstva na Světových hrách mentálních sportů v Pekingu. V roce 2009 obsadila třetí místo na mistrovství Evropy v šachu. V roce 2011 získala s AVK Krasnoturjinsk Evropský pohár klubů v šachu. Vyhrála s ruským týmem šachové olympiády v letech 2012 a 2014.
Ve finále Mistrovství světa v šachu žen 2015 v Soči prohrála s Marijí Muzyčukovou poměrem 1,5:2,5. V letech 2012 a 2018 se stala šachovou mistryní Ruska. V roce 2016 získala titul zasloužilé mistryně sportu.

## Osobní život
Je absolventkou Saratovské právnické akademie. V roce 2009 se jí narodil syn Nikolaj.